# Hemoglobina fetal

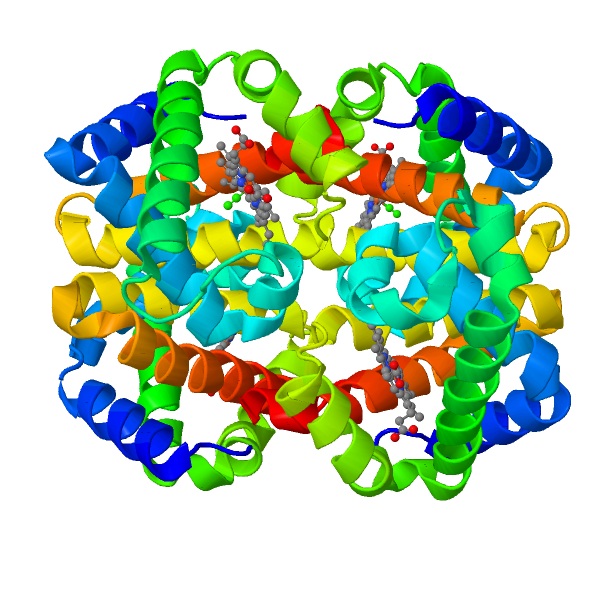
Estructura de l'hemoglobina fetal.

L'Hemoglobina fetal (HBF o hemoglobina F) és la principal proteïna transportadora d'oxigen en el fetus durant els últims set mesos de desenvolupament en l'úter i en el naixement fins aproximadament els 6 mesos d'edat. Funcionalment, l'hemoglobina fetal es diferencia de l'hemoglobina adulta en el fet que és capaç de lligar l'oxigen amb més afinitat que no pas la forma adulta, aportant així un millor accés de l'oxigen des del torrent sanguini de la mare, en el desenvolupament fetal.
En els nounats, l'hemoglobina fetal es troba pràcticament reemplaçada per complet per l'hemoglobina adulta aproximadament a la dotzena setmana de la vida post natal. En els adults, la producció d'hemoglobina fetal pot ser reactivada farmacològicament, cosa que és útil per al tractament de malalties com l'anèmia de cèl·lules falciformes.

## Resum

La corba de saturació de l'oxigen per l'hemoglobina fetal (blau) apareix desplaçada cap a l'esquerra en comparació a la corba d'hemoglobina adulta (verd) mostrant que la primera té una major afinitat per adherir-se a aquest compost.

La sang oxigenada s'envia al fetus a través del cordó umbilical des de la placenta, la qual es troba ancorada a la paret de l'úter matern. El cori actua com a barrera entre la circulació materna i fetal i és per això que no es barregen. La sang de la circulació materna es transmet a través del cap de les arterioles a l'espai intervellós de la placa coriònica, on es banyen les vellositats que carreguen els capil·lars umbilicals. Aquest procés permet l'intercanvi gasós entre la circulació materna i el fetus. La sang materna desoxigenada és abocada a les vènules intervelloses per retornar posteriorment a la circulació. A causa de la barreja de sang oxigenada i desoxigenada, la sang materna en l'espai intervellós té menys oxigen que la sang arterial. Com a tal, l'hemoglobina fetal hauria de ser capaç de captar l'oxigen amb més afinitat que l'hemoglobina adulta per tal de compensar la tensió d'oxigen relativament baixa de la sang materna.
L'afinitat de l'hemoglobina fetal per l'oxigen és substancialment major que la de l'hemoglobina adulta. En concret, el valor de P50 per l'hemoglobina fetal (és a dir, la pressió parcial de l'oxigen en la qual la proteïna es troba saturada al 50%; en valors més baixos s'indica una afinitat més alta) és al voltant de 19 mmHg, mentre que l'hemoglobina adulta té un valor d'aproximadament 26.8 mmHg. Com a resultat, l'anomenada “corba de saturació d'oxigen”, la qual relaciona el percentatge de saturació enfront de la seva pressió, queda desplaçada a l'esquerra per l'hemoglobina fetal en comparació amb l'hemoglobina adulta.
Aquesta afinitat més alta per l'oxigen és explicada per la manca d'interaccions de l'hemoglobina fetal amb el 2,3-bifosfoglicerat (2,3-BPG o 2,3-DPG). En els glòbuls vermells adults, aquesta substància fa disminuir l'afinitat de l'hemoglobina per l'oxigen. També és present en els glòbuls vermells del fetus, però aquest (2,3-BPG) no interacciona amb l'hemoglobina fetal, deixant intacta aquesta afinitat per l'oxigen. De fet l'hemoglobina adulta té una afinitat més alta per l'oxigen que la seva homòloga fetal, però els nivells de 2,3-BPG la minven.
Pel transport de l'oxigen al fetus és necessari que l'hemoglobina fetal extregui l'oxigen de l'hemoglobina materna oxigenada a través de la placenta. Això requereix que l'hemoglobina fetal tingui una major afinitat per l'oxigen que la materna. Aquest fenomen s'aconsegueix per la presència d'una subunitat γ de l'hemoglobina fetal, substituint una subunitat β present en l'hemoglobina adulta. La subunitat γ té menys càrregues positives que la subunitat β de l'hemoglobina adulta. Això significa que el 2,3-BPG se sent menys atret electroestàticament per l'hemoglobina fetal que per l'adulta. Per tant, el 2,3-BPG és menys efectiu en disminuir l'afinitat amb l'oxigen en l'hemoglobina fetal. Aquest decreixement de l'afinitat permet a l'hemoglobina materna transmetre l'oxigen a l'hemoglobina fetal.

## Distribució
Després de les primeres 10-12 setmanes de desenvolupament, l'estructura primària de l'hemoglobina del fetus passa de ser hemoglobina embrionària a ser hemoglobina fetal. Al naixement, l'hemoglobina fetal comprèn el 50-95% de l'hemoglobina del nadó. Aquests nivells disminueixen durant els següents sis mesos, així com s'inicia la síntesi d'hemoglobina adulta i s'inhibeix la d'hemoglobina fetal. Poc després, l'hemoglobina adulta (sobretot l'hemoglobina A) esdevé la forma predominant d'hemoglobina adulta en nens sans. Certes anomalies genètiques poden causar errors en la síntesi d'hemoglobina adulta, provocant malalties com la persistència hereditària de l'hemoglobina fetal (HPFH), resultat de mutacions en el grup de gens β-globina, que provoca la persistent síntesi d'hemoglobina fetal posterior al naixement.

## Estructura i genètica
La majoria dels tipus d'hemoglobina normal, incloent l'hemoglobina A, l'hemoglobina A2 i l'hemoglobina fetal són tetràmers compostos per 4 subunitats proteiques i 4 grups prostètics hemo. Mentre que l'hemoglobina adulta està composta per dues subunitats α i dues de β, l'hemoglobina fetal està composta per dues subunitats α i dues de γ, anomenades α2γ2. Degut a la seva presència en l'hemoglobina fetal, la subunitat γ es coneix comunament com “la subunitat d'hemoglobina fetal”.
En humans, cada cromosoma 11 conté dues còpies similars del gen que codifica la subunitat γG (glicina com a residu 136) i γA (alanina com a residu 136) – (la subunitat β també es codifica al cromosoma 11). En canvi el gen que codifica la subunitat α es troba al cromosoma 16 i està present per duplicat.

## Importància clínica

### Tractament de l'anèmia falciforme

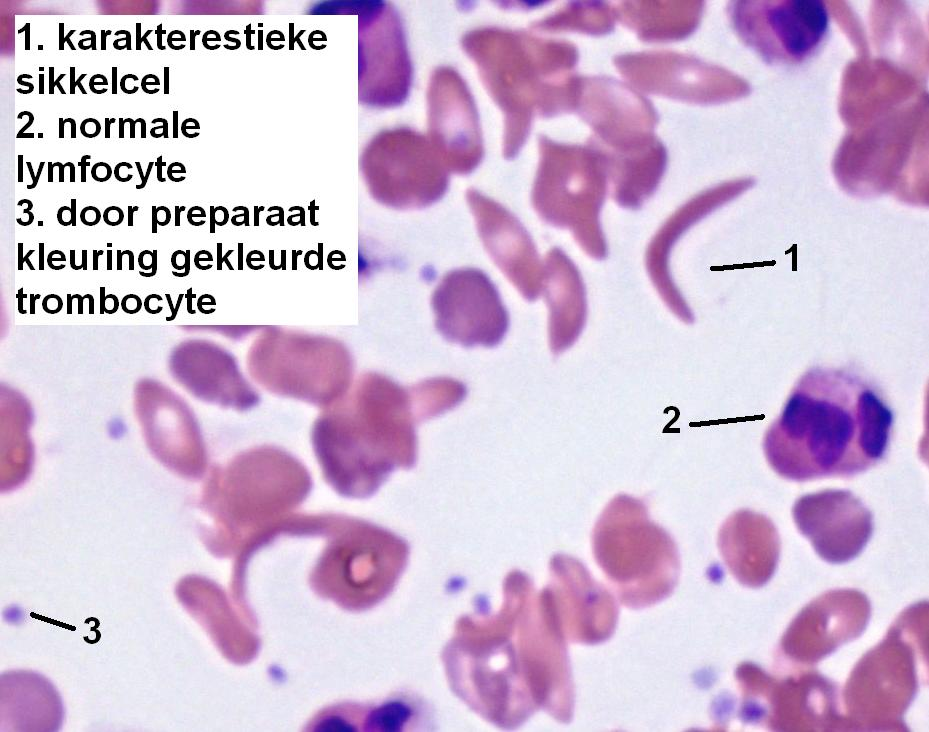
Incrementar la producció d'hemoglina fetal és una tècnica utilitzada per tractar la malaltia de cèl·lules falciformes

Quan finalitza la producció d'hemoglobina fetal després del naixement, els infants sans inicien la síntesi d'hemoglobina adulta. Els nounats que pateixen anèmia de cèl·lules falciformes comencen a produir una forma defectuosa de l'hemoglobina, anomenada hemoglobina S, en substitució a l'hemoglobina B. Aquesta varietat d'agregats d'hemoglobina està formada per filaments que causen que els eritròcits canviïn la seva forma arrodonida normal a una estructura en forma de falç. Així, els eritròcits tendeixen a apilar-se els uns sobre els altres i a bloquejar els vasos sanguinis. Aquest apilament condueix inevitablement als anomenats episodis dolorosos vaso-oclusius, que són un segell distintiu de la malaltia.
Si l'hemoglobina fetal segueix sent la forma predominant després de néixer, el nombre d'episodis de dolor disminueix en pacients amb anèmia falciforme. Com que la hidroxiurea promou la producció d'hemoglobina fetal, s'utilitza per tractar a aquests malalts.
La teràpia combinada amb hidroxiurea i eritropoetina recombinant –més que el tractament amb hidroxiurea sola– ha demostrat que incrementa encara més els nivells d'hemoglobina fetal i promou el desenvolupament d'eritròcits que la contenen.